# Thrombose
Cet article court présente un sujet plus développé dans : Thrombus.
 Mise en garde médicale
La thrombose est la formation d'un caillot (thrombus) dans une veine ou une artère obstruant la circulation du sang dans le système circulatoire.